# Pistola tascabile

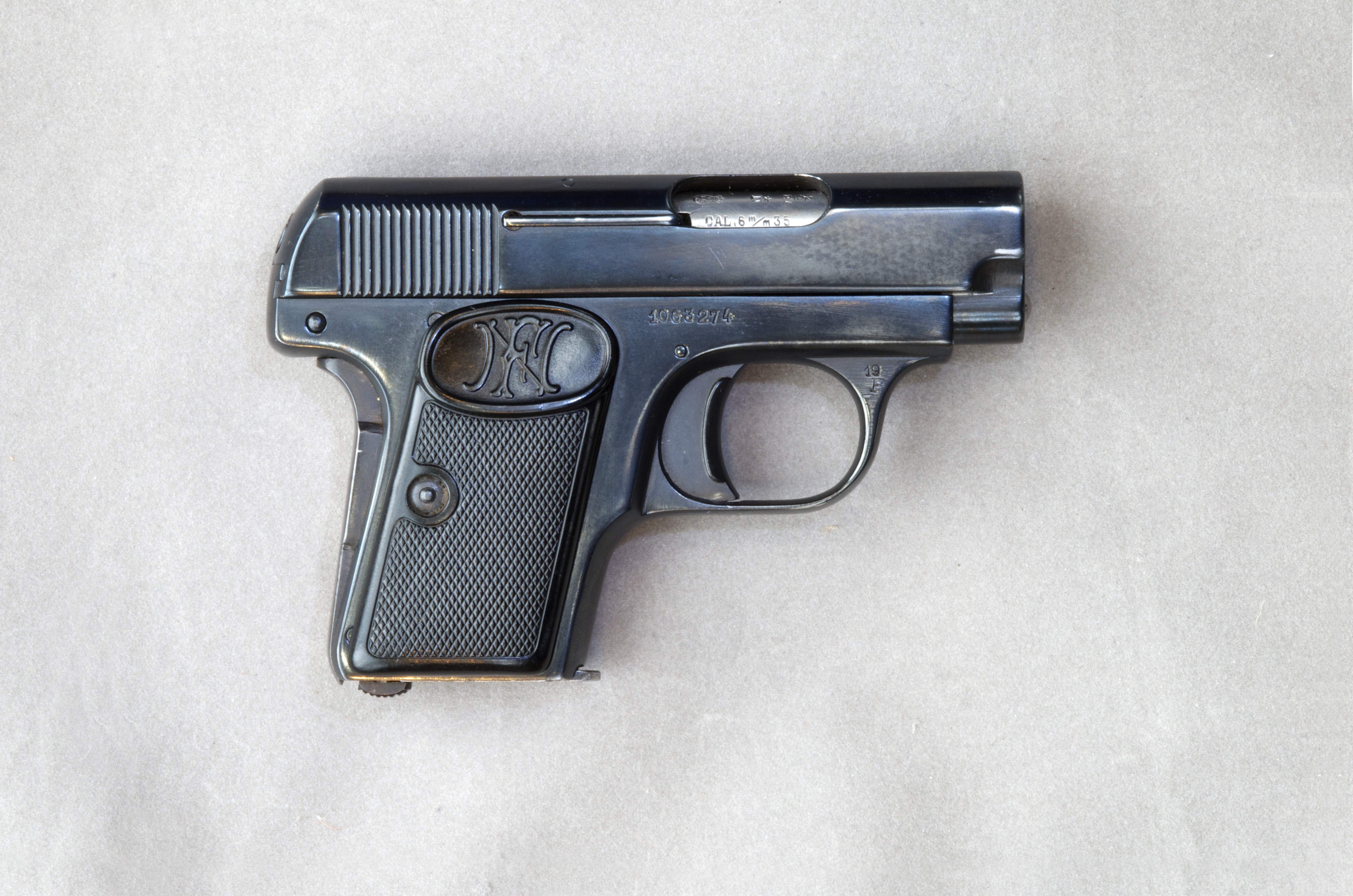
Browning 1906, esempio di pistola tascabile

La pistola tascabile è un termine per indicare una qualsiasi pistola semiautomatica piccola e tascabile simile ad una derringer o ad una piccola rivoltella, adatta per essere occultata in una tasca di un paio di pantaloni o in una tasca esterna del cappotto.

## Storia
La pistola tascabile è nata a metà del XVII secolo come una piccola arma occultabile, conosciuta come la pistola Queen Anne, la pistola cappotto o la pistola tascabile. Questo fu usato per tutto il XVIII secolo, evolvendosi da un'arma riservata ai benestanti ad un'arma da fuoco comune in un uso più ampio man mano che sempre più produttori li fabbricarono all'inizio del XIX secolo.
La pistola tascabile originale del XIX secolo, la derringer, sviluppata dalla ditta Derringer di Philadelphia, non è più largamente usata per il trasporto a scomparsa (eccetto nei calibri calibro .357) la maggior parte degli utilizzatori preferendo cartucce di piccolo calibro con sistema di caricamento standard dal disegno di una piccola pistola per fornire una maggiore capacità di autodifesa che va oltre uno o due colpi. Pur conservando una quantità moderata di popolarità, i revolver a canna corta ("snubnose") non sono altrettanto usati oggi come pistole tascabili come lo erano stati fino agli anni '50.
Le prime pistole tascabili più ampiamente utilizzate e vendute con successo, come la Baby Browning, progettata e commercializzata per la prima volta nel 1905, insieme al modello di cartuccia progettato per questa tipologia di arma (ACP .25).
Più recentemente, le moderne pistole tascabili come il Kel-Tec P-32 e il Kel-Tec P11, sono diventate più popolari offrendo calibri più grandi e più potenti, oltre a più meccanismi di sicurezza rispetto alle vecchie tascabili, diventano di fatto delle vere e proprie semiautomatiche in miniatura.
Inoltre va ricordata la Ideal Conceal Cellphone Pistol, ideata appositamente per somigliare a un telefono cellulare e camerata in .380ACP, che ha destato non poche perplessità nell'ambiente degli attivisti anti-armi proprio per la sua facilità di porto occulto.